# Premeno
Premeno es una localidad y comune italiana de la provincia de Verbano-Cusio-Ossola, región de Piamonte, con 780 habitantes.

## Evolución demográfica
| Gráfica de evolución demográfica de Premeno entre 1861 y 2001 |
|                                                               |
| Fuente ISTAT - elaboración gráfica de Wikipedia               |